# کنگان (سربیشه)
کنگان یک روستا در ایران است که در بخش مرکزی شهرستان سربیشه واقع شده‌است. کنگان ۱۶۰ نفر جمعیت دارد.